# Damalie Nagitta-Musoke
Esther Damalie Nagitta-Musoke (Esther Damalie Naggita-Musoke) là một học giả người Uganda, và là hiệu trưởng của trường luật tại Đại học Makerere, ở Uganda, gần năm năm, từ năm 2012 đến năm 2017. Công việc hiệu trưởng của bà kế tục Giáo sư Ben Twinomugisha và được tiến sĩ Christopher Mbaziira tiếp nối. Bà cũng là một người ủng hộ Tòa án của Judicature ở Uganda và là thành viên của Văn phòng Luật tên là Mubiru-Musoke, Musisi & Co. Advocates.

## Giáo dục
Naggita-Musoke nhận bằng Cử nhân Luật của trường Đại học Makerere với bằng danh dự và bằng Thạc sĩ Luật của trường Đại học Nottingham. Bà nhận bằng tiến sĩ của trường Đại học Luật Wisconsin, nơi bà đã làm luận án của mình về quyền lợi hợp pháp của người khuyết tật ở nông thôn Uganda. Bà cũng có Chứng chỉ về Nhân quyền của Phụ nữ từ Trung tâm Nghiên cứu Hòa bình Đại học Châu Âu tại Stadtschlaining, Áo và bằng Cao học về Thực hành Pháp lý từ Trung tâm Phát triển Luật ở Kampala.

## Công việc trong lĩnh vực học thuật
Năm 1993 Nagitta-Musoke gia nhập Trường Luật của Đại học Makerere trong khoa Luật và Pháp luật. Bà dạy và có các mối quan tâm nghiên cứu bao gồm Luật Nhân đạo Quốc tế, Luật Thương mại Quốc tế (đặc biệt là Tài chính và An ninh) và Luật Bằng chứng và Cơ quan. Các tác phẩm của bà chủ yếu nằm trong lĩnh vực Nhân quyền, đặc biệt là quyền của phụ nữ trong các khu vực xung đột và hoàn cảnh của người khuyết tật. Naggitta-Musoke là giáo sư thỉnh giảng tại Trung tâm Nghiên cứu Pháp lý Toàn cầu của Đại học Wisconsin – Madison. Từ năm 2012, bà là Hiệu trưởng của Trường Luật tại Đại học Makerere. Bà hiện là thành viên của nhóm Luật và Luật pháp nằm trong Ủy ban biên tập cho Tạp chí Hòa bình và Nhân quyền Đông Phi.

## Tác phẩm chính
- Naggita, Esther Damalie (2000). "Why men come out ahead: the legal regime and the protection and realization of women's rights in Uganda". East African Journal of Peace and Human Rights. Quyển 6 số 1. tr. 34–65.
- Naggita, Esther Damalie (2000). "Women's Rights are Human Rights". East African Journal of Peace and Human Rights. Quyển 6 số 2. tr. 268–273.
- Naggita-Musoke, Esther Damalie (2001). "The Beijing Platform for Action: a review of progress made by Uganda (1995-2000)". East African Journal of Peace & Human Rights. Quyển 7 số 2. tr. 256–282.
- The State and Law: The Case for the Protection of Persons with Disabilities in Uganda. Dissertation. University of Wisconsin Law School. 2012.[6]